# 嘉庆无为州志
《嘉庆无为州志》是清嘉庆年间修成的一部无为州州志。该志由当时的知州会稽人顾浩、抚顺人宁贵承修，司主事吴元庆编纂，集合了州同、州学学正、训导、吏目以及当地贡生、监生共46人，分为采集、校录、总理、协理、绘图5组，于嘉庆八年（1803年）修成。